# سام ورذينجتن
سام ورذينجتن (بالإنجليزية: Sam Worthington)‏ ممثل أسترالي من مواليد 2 أغسطس 1976، لمع من خلال بعض الأدوار منها دوره في فيلم أفاتار الذي طرح عام 2009.

## حياته
ولد ورثينجتون في غدلمينغ ساري في جنوب شرق انكلترا، وانتقل إلى بيرث، أستراليا عندما كان عمره ستة أشهر. نشأ وترعرع في ورانبو ضاحية من ضواحي روكينغم. والدته، جين (ني مارتن) هي ربة منزل، ووالده رونالد دبليو رثينجتون كان يعمل محطة للطاقة، حضر كلية فنون هي كلية متخصصة في الفنون الدرامية تقع في فريمانتل، أستراليا الغربية حيث درس الدراما ولكنه لم يتخرج، وعندما غادر الكلية، أعطاه والده 400$ وأرسله في رحلة في اتجاه كيرنز كوينزلاند، وبدأ يبحث عن فرص العمل، ولكنه في النهاية ذهب إلى اختبار المعهد الوطني للفنون المسرحية وتخرج منها. ويعتنق سام ورذينجتن المسيحية ديناً.

## أعماله

### أفلامه
- هارتس وار (2002)
- المدمر: الخلاص (2009)
- أفتار (2009)
- صراع الجبابرة (2010)
- رجل على حافة (2012)
- راث أوف ذا تايتنز (2012)
- تخريب (2014)
- كعكة (2014)
- طائرات ورقية (2015)
- ايفرست (2015)
- هاكسو ريدج (2015)
- مدينة الأفق: الملحمة الأمريكية – الفصل الأول (2024)

### ألعاب الفيديو
- كول أوف ديوتي: بلاك أوبس (2010)
- كول أوف ديوتي: بلاك أوبس 2 (2012)

## وصلات خارجية
- سام ورذينجتن على موقع IMDb (الإنجليزية)
- سام ورذينجتن على موقع ميتاكريتيك (الإنجليزية)
- سام ورذينجتن على موقع روتن توميتوز (الإنجليزية)
- سام ورذينجتن على موقع قاعدة بيانات الأفلام العربية
- سام ورذينجتن على موقع ألو سيني (الفرنسية)
- سام ورذينجتن على موقع تيرنر كلاسيك موفيز (الإنجليزية)
- سام ورذينجتن على موقع أول موفي (الإنجليزية)
- سام ورذينجتن على موقع بوكس أوفيس موجو (الإنجليزية)
- سام ورذينجتن على موقع قاعدة بيانات الأفلام السويدية (السويدية)
- سام ورذينجتن على موقع إن إن دي بي (الإنجليزية)